# 西市区 (合肥市)
西市区，安徽省合肥市旧区名，始建制于1951年11月更名第三区为西市区，为今天安徽省合肥市蜀山区的主要组成部分。2002年3月划出巢湖路街道、芜湖路街道和宁国路街道，划入原属合肥市郊区的井岗镇成为蜀山区。